# Gian Marco Centinaio
Gian Marco Centinaio (ur. 31 października 1971 w Pawii) – włoski polityk i samorządowiec, jeden z liderów Ligi Północnej i następnie Ligi, senator, od 2018 do 2019 minister rolnictwa.

## Życiorys
W 1999 ukończył studia z zakresu nauk politycznych na Uniwersytecie w Pawii. Od 2000 pracował m.in. w Banca Mediolanum oraz we włoskich oddziałach Hasbro i Club Med.
Od lat 90. związany z Ligą Północną i następnie z Ligą. Od 1996 uzyskiwał mandat radnego rady miejskiej Pawii. W 2009 powierzono mu urząd wiceburmistrza oraz asesora do spraw kultury, turystyki i promocji. W 2013 został po raz pierwszy wybrany w skład Senatu. W wyborach w 2018 z powodzeniem ubiegał się o reelekcję, objął następnie funkcję przewodniczącego frakcji senackiej swojego ugrupowania.
1 czerwca 2018 objął stanowisko ministra polityki rolnej, żywnościowej i leśnej w nowo powołanym rządzie Giuseppe Contego, w następnym miesiącu powierzono mu dodatkowo sprawy turystyki. Zakończył urzędowanie wraz z całym gabinetem we wrześniu 2019. W lutym 2021 powołany na podsekretarza stanu w resorcie rolnictwa i leśnictwa, zajmował to stanowisko do 2022. W tymże roku po raz kolejny został wybrany w skład wyższej izby włoskiego parlamentu.